# Китаками (лёгкий крейсер)
«Торпедный крейсер» «Китаками» (яп. 北上) — японский лёгкий крейсер типа «Кума». В 1941 году перестроен в «торпедный крейсер» с десятью 610-мм четырёхтрубными торпедными аппаратами и имел наиболее сильное торпедное вооружение из всех кораблей мира до августа 1942 года, наряду со вторым японским «торпедным крейсером» Ои. Участвовал во Второй мировой войне.

## История
«Торпедный крейсер» «Китаками», изначально крейсер типа «Кума» — развитие лёгких крейсеров типа «Тэнрю» и они должны были строиться по большой кораблестроительной программе «8 на 4» 1917 года. Планировали построить шесть 3500-тонных «лидеров» взяв за основу проект крейсера «Тацута» (с увеличением числа 140-мм орудий с четырёх до пяти) и три 7200-тонных крейсера-разведчика класса «А» (впоследствии превращены в тяжёлые крейсера типа «Аоба»). Но в 1918 году, после известий о начале строительства в США 8000-тонных лёгких крейсеров типа «Омаха» от лидеров решили отказаться, а вместо них разработать усреднённый проект крейсера-разведчика водоизмещением 5500 т, способный выполнять обязанности лидера эскадренных миноносцев, вести разведку и противостоять американским «Омахам».
Первыми крейсерами-разведчиками класса «B» стали пять лёгких крейсеров типа «Кума». Они заложены в 1918–1919 годах по бюджетам 1917–1918 и 1918–1919 финансовых годов. Проект разработал капитан 1-го ранга Хирага на основе крейсера «Тацута», но ушёл от него дальше, чем предполагал вначале. Количество 140-мм орудий увеличил с четырёх до семи, дальность плавания – с 6000 до 9000 миль, а мощность тубин – с 51 000 до 90 000 л.с. Японские моряки отказались от возвышенного расположения артиллерии, разместив все щитовые 140-мм установки на одном уровне палубы полубака. Из-за этого в нос и в корму могли стрелять лишь по три орудия, а на каждый борт – по шесть. Но на американских «Омахах» орудия также расположены не лучше: из двенадцати орудий в нос и в корму могли стрелять шесть, а на борт – восемь пушек.
В основу проекта 5500-тонного крейсера легли чертежи «Tэнрю». Рост водоизмещения ушел на увеличение мощности с 51 000 до 90 000 л. с., из-за чего скорость увеличена до 36 узлов. Такая мощность заставила перейти от трех валов к четырем. Количество котлов увеличено до двенадцати, как и на Тэнрю, два со смешанным отоплением от нефти и угля.
Дополняли основную артиллерию 2 76-мм зенитных пушки и четыре спаренных 533-мм торпедных аппарата, стоявших побортно. Кроме того, крейсера могли принимать мины .
Из восьми запланированных для постройки по программе «8 — 4» крейсеров по первоначальному проекту построили пять (тип «Кума»), ещё три усовершенствованного типа «Нaгара» .
Сначала крейсера типа «Кума» с 533-мм торпедными аппаратами, но когда появились торпеды калибра 610 мм, на крейсера установили 610-мм торпедные аппараты тип 8. В 1930-е годы на крейсерах поставили авиационные стартовые катапульты (в войну сняты) и усилено зенитное вооружение. Длина крейсеров типа «Кума» — 162 м, ширина по миделю по 14 м, осадка — 4,8 м. Стандартное водоизмещение — 5603 т, полное — 7094 т. На кораблях типа «Кума» по 12 котлов Канпон со смешанным угольно-нефтяным отоплением и по 4 паровых турбины, работавших на четыре гребных винта. Суммарная мощность тубин 90 000 л.с. Скорость 36 узлов. Расчетная дальность плавания 14-узловым ходом 5000 миль. Экипаж 450 человек.
 В 1935—1938 годах на всех крейсерах типа «Кума» котлы смешанного отопления перевели на нефть и для улучшения остойчивости уменьшили «верхний» вес, кроме того, в корпусе уложили 103—200 тонн твердого балласта (и 202—289 тонн жидкого балласта принимали в пространство двойного дна). Полное водоизмещение кораблей приблизилось к 8000 тоннам, а скорость упала до 32 узлов .
Самая большая доработка на крейсерах типа «Кума» в предвоенные годы, перестройка крейсеров «Китаками» и «Оои» в «торпедные крейсера». В 1936 году Генеральный штаб флота Японии разработал план, по которому нейтрализовать численно превосходящий американский флот можно было ночной атакой с широким использованием новых дальнобойных и мощных торпед типа 93 а днем в сражение с ослабленным американским флотом вступили бы уже крупные артиллерийские корабли. Первыми торпедной удар, по этому плану, должны были наносить тяжелые крейсера класса «А», которые могли пробить бреши американском флоте. Через бреши в атаку на крупные корабли американцев должны были выйти легкие крейсера и эсминцы. По этому плану два легких крейсера предлагалось вооружить по минимум десятью четырехтрубными торпедными аппаратами. Два крейсера, выпустив 40 торпед, могли сделать, по мнению офицеров Генерального штаба флота Японии, большие прорехи в боевом порядке флота США. Тактика ночного боя не оправдалась по одной причине — американцы избегали сражаться в темное время до появления на кораблях РЛС. РЛС превратили планы массированных торпедных ударов ночью в неосуществимые. «Торпедные крейсера» японцам не пригодились. Во время Второй мировой войны на всех крейсерах типа «Кума» усилили и стандартизировали зенитное вооружение, на них также поставили РЛС № 21.
В 1941 году «Kитаками» и «Oои» перестроены («Китаками» — в Сасебо, «Оои» — в Майдзуру) и превращены в «торпедные крейсера». Переоборудование планировали в замене вооружения на 4×2 127-мм артиллерийские установки,  4×2 25-мм зенитных автоматических установки и 11 (по пять на каждый борт и один в диаметральной плоскости) счетверенных 610-мм торпедных аппаратов для стрельбы известными «большими мечами» (яп. "но-дати", в англоязычной литературе Long Lance "длинными копьями")— кислородными торпедами типа 93 .
Первоначально предполагали превратить в «торпедные крейсера» три корабля — «Kитаками», «Oои» и «Kисо». Нехватка 127-мм спаренных артустановок и 610-мм аппаратов — причина отказа от переоборудования «Kисо», а на двух остальных крейсерах объем работ сокращен — оставили носовую четверку 140-мм пушек, а количество устанавливаемых аппаратов сократили с 11 до 10 (отказались от аппарата в диаметральной плоскости).
Для побортного размещения тяжёлых торпедных аппаратов на длине примерно 60 м (от полубака до кормовой переборки машинного отделения) палубу расширили спонсонами до 17,5 м. Вооружение дополнили двумя спаренными 25-мм зенитными установками .
Торпедные крейсера «Оои» и «Китаками» с начала Второй мировой действовали в 9-й эскадре японского императорского флота в Индийском океане, оберегая японские линкоры. После участия в десанте на Филиппины оба решили переоборудовать в скоростные транспорты для использования у Новой Гвинеи и Сингапура. В августе — сентябре 1942 года они переоборудованы — увеличили число 25-мм установок (стало 2×3 и 2×2), в корме установили бомбосбрасыватель и 18 глубинных бомб. На обоих количество 25-мм автоматов увеличили до 18 (на «Kитаками») и 28 (на «Oои», впоследствии — до 36). Кроме того, на «Kитаками» количество торпедных аппаратов сократили до двух (2×4), освободившееся место использовано для размещения шести десантных катеров типа Дайхацу.
«Китаками», совершавший переход вместе с легким крейсером «Кину», во время одного из транспортных походов 27 января 1944 года торпедой тяжело повредила английская подводная лодка Templar.

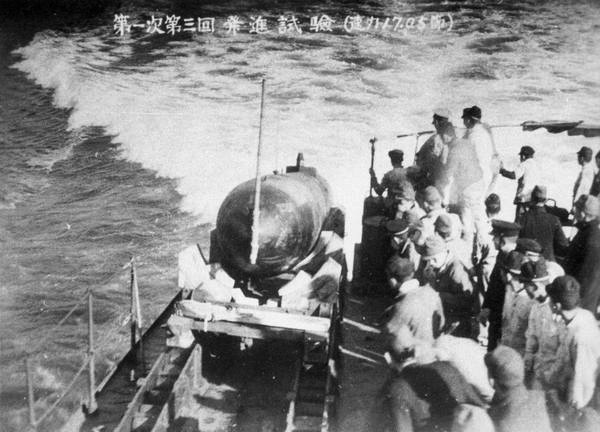
Кайтэн-1 спускают с крейсера Китаками. 18 февраля 1945

Крейсер «Кину» отбуксировал «Китаками» в Сингапур, где корабль прошел аварийно-восстановительный ремонт. Далее «Китаками» сопровождал транспортные конвои в Манилу, а затем ушел в Сасебо для переоборудования в корабль—базу человеко-торпед Кайтэн. Крейсер оставался во Внутреннем море, где велась подготовка водителей человеко-торпед, пока из-за нехватки нефти его не перевели в военно-морскую базу Куре — операция человеко-торпед в водах Окинавы так и не состоялась. Близкими разрывами бомб на крейсере из строя выведены машины, но корабль оставался на плаву до конца войны. Крейсер «Китаками» исключили из списков флота 30 ноября 1945 года.

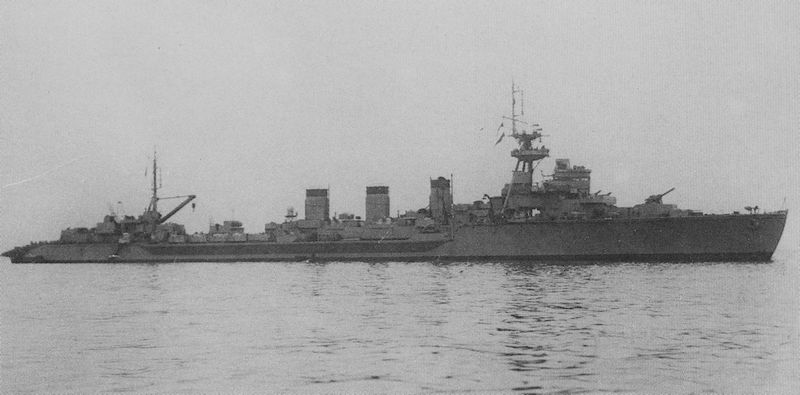
Китаками в 1945 году в Сасебо

В августе 1944 — январе 1945 года при ремонте повреждений от попадания торпеды «Kитаками» переоборудовали в корабль-носитель человеко-торпед Кайтэн. Восемь этих торпед размещали на спонсонах и спускали на воду по кормовому слипу. На корабль их поднимали 20-тонным мачтовым краном. Оставшиеся 610-мм торпедные аппараты и 140-мм пушки сняли. Вместо 140-милиметровок поставили 2x2 127-мм универсальных артиллерийских установки. Количество 25-мм автоматов возросло до 67 стволов (12×3 и 21×1). При перестройке из поврежденного машинного отделения демонтировали две из четырех турбин внутренних валов, после этого мощность сокращена до 35 000 л.с., а скорость — до 23,8 узла. Стандартное водоизмещение уменьшилось до 5640 тонн.
«Kитаками» 24 июля 1945 года тяжело повреждён в Куре американскими палубными самолетами. 28 июля 1945 года новые повреждения при повторном налете. Его не ремонтировали и в 1946—1947 годах пустили на слом.

## Характеристики
Водоизмещение: до 1941 года — 5019 т стандартное и 5832 т полное; с 1941 года - 5780 т стандартное, 7800 т полное; с января 1945 года стандартное снизилось до 5640 т;
Длина: 162,1 м (наибольшая), 158,5 м (по ватерлинии), 152,4 м (между перпендикулярами);
Ширина: 14,25 м до 1941 года; 17,5 м наибольшая после 1941 года;
Осадка: 4,8 м до 1941 года; 5,4—5,6 м после 1941 года;
Энергетическая установка: 4 турбины «Гихон», 12 котлов «Кампон», 4 вала; с 1.1945 из поврежденного машинного отделения демонтировали две из четырех турбин, вращавших внутренние валы;
Мощность: 70 000 л.с.; с января 1945 года - теоретически 35 000 л.с., реальная, видимо, не превышала 22 000 л.с.;
Скорость хода — 36 узлов (32 — фактическая на 1941 год); с 1.1945 — 23,8 узла;
Запас топлива: 350 т угля + 700 т (максимально 1150 т) нефти (1600 т);
Дальность плавания: 9000 миль при скорости 10 узлов, 6000 миль — 14 узлов (5000 миль — 15 узлов);
Броневая защита: броневая палуба — 32 мм, Броневой пояс — 64 мм, боевая рубка — 51 мм;
Артиллерийское вооружение: 7 140-мм пушек, 2 76-мм зенитных пушки, 2 13,2-мм зенитных пулемета; с 1941 4 140-мм, 2×2 25-мм; с 8.1942 - 2×2 127-мм универсальных установки, 2×3 25-мм (впоследствии 18 25-мм); с 1.1945 67 25-мм стволов (12×3 и 21×1);
Торпедное вооружение: 4×2 533-мм ТА, 80 мин; с 1941 года — 10×4 610-мм ТА; с 8.1942 — 2×4 610-мм ТА; с января 1945 — 8 человеко-торпед Кайтэн;
Авиационное вооружение: 1 самолёт, 1 стартовая катапульта до 1941 года;
Экипаж: 439 офицеров и матросов

### на русском языке
- А. Дашьян. Корабли Второй мировой войны. ВМС Японии. Часть 1. Крейсера. Легкие крейсера типа "Kuma"
- Михайлов А. А. Лёгкие крейсера Японии. 1917-1945 гг. — Санкт-Петербург, 2005. — 120 с.. Историко-культурный центр АНО "ИСТФЛОТ" Самара. Издатель Р. Р. Муниров. (Боевые корабли мира). ISBN 5-98830-013-1
- С. В. Иванов. Легкие крейсера Японии (Война на море-25)

### на английском
- Eric Lacroix, Linton Wells II. Japanese cruisers of the Pacific war. — Annapolis, MD: Naval Institute Press, 1997. — 882 с. — ISBN 1-86176-058-2.